# Primo ministro delle Fær Øer
Il primo ministro delle Fær Øer è il capo del governo delle Fær Øer che viene eletto ogni 4 anni dai cittadini faroesi.
Il termine faroese løgmaður (plurale: løgmenn) si traduce letteralmente in "uomo di legge" ed originariamente si riferiva alla figura del Lögsögumaður. Questo antico titolo venne riportato in uso per riferirsi al capo del governo dopo che le isole ottennero l'Home Rule nel 1948. Negli ultimi decenni, il governo faroese ha iniziato ad usare la terminologia di "Prime Minister" (Primo Ministro) come traduzione ufficiale del termine løgmaður, così da far risaltare la maggiore autonomia delle isole. Questa traduzione non si applica per tutti i løgmaður che sono stati in carica prima del 1816, ma solo ai leader moderni del governo faroese.

## Elenco

### Løgmenn con la carica di Lögsögumaður
| Nome completo               | Nascita–morte  | Mandato   |
| --------------------------- | -------------- | --------- |
| Gilli                       |                | c. 1000   |
| Sjúrður                     |                | c. 1300   |
| Símun                       |                | c. 1350   |
| Dagfinnur Halvdanarson      |                | c. 1400   |
| Haraldur Kálvsson           |                | c. 1412   |
| Roald                       |                | c. 1450   |
| Jørundur Skógdrívsson       |                | 1479–1524 |
| Tórmóður Sigurðsson         |                | 1524–1531 |
| Andras Guttormsson          | c. 1490–1543   | 1531–1544 |
| Guttormur Andrasson         | Morto nel 1572 | 1544–1572 |
| Jógvan Heinason             | 1541–1602      | 1572–1583 |
| Ísak Guttormsson            | Morto nel 1587 | 1583–1588 |
| Pætur Jákupsson             |                | 1588–1601 |
| Tummas Símunarson           | Morto nel 1608 | 1601–1608 |
| Zakarias Tormóðsson         | Morto nel 1628 | 1608–1628 |
| Jógvan Justinusson          | Morto nel 1654 | 1629–1654 |
| Jógvan Poulsen (1º mandato) |                | 1654–1655 |
| Balzer Jacobsen             |                | 1655–1661 |
| Jógvan Poulsen (2º mandato) |                | 1662–1677 |
| Jákup Jógvansson            |                | 1677–1679 |
| Jóhan Hendrik Weyhe         |                | 1679–1706 |
| Sámal Pætursson Lamhauge    | Morto nel 1752 | 1706–1752 |
| Hans Jákupsson Debes        | 1723–1769      | 1752–1769 |
| Thorkild Fjeldsted          | 1741–1796      | 1769–1772 |
| Jacob Hveding               |                | 1772–1786 |
| Johan Michael Lund          | 1753–1824      | 1786–1808 |
| Jørgen Frantz Hammershaimb  | 1767–1820      | 1808–1816 |

### Løgmenn con la carica diPrime Minister
| #   | Inizio periodo    | Fine periodo      | Ritratto | Nome completo (nascita–morte)   | Partito                  | Elezione/i     |
| --- | ----------------- | ----------------- | -------- | ------------------------------- | ------------------------ | -------------- |
| 1   | 12 maggio 1948    | 15 dicembre 1950  |          | Andrass Samuelsen (1873–1954)   | Partito dell'Unione      | 1946           |
| 2   | 15 dicembre 1950  | 8 gennaio 1959    |          | Kristian Djurhuus (1895–1984)   | Partito dell'Unione      | 1950 1954      |
| 3   | 8 gennaio 1959    | 4 gennaio 1963    |          | Peter Mohr Dam (1898–1968)      | Partito dell'Uguaglianza | 1958           |
| 4   | 4 gennaio 1963    | 12 gennaio 1967   |          | Hákun Djurhuus (1908–1987)      | Partito Popolare Faroese | 1962           |
| (3) | 12 gennaio 1967   | 19 novembre 1968  |          | Peter Mohr Dam (1898–1968)      | Partito dell'Uguaglianza | 1966           |
| (2) | 19 novembre 1968  | 12 dicembre 1970  |          | Kristian Djurhuus (1895–1984)   | Partito dell'Unione      | 1966           |
| 5   | 12 dicembre 1970  | 5 gennaio 1981    |          | Atli Dam (1932–2005)            | Partito dell'Uguaglianza | 1970 1974 1978 |
| 6   | 5 gennaio 1981    | 10 gennaio 1985   |          | Pauli Ellefsen (1936–2012)      | Partito dell'Unione      | 1980           |
| (5) | 10 gennaio 1985   | 18 gennaio 1989   |          | Atli Dam (1932–2005)            | Partito dell'Uguaglianza | 1984           |
| 7   | 18 gennaio 1989   | 15 gennaio 1991   |          | Jógvan Sundstein (1933–2024)    | Partito Popolare Faroese | 1988           |
| (5) | 15 gennaio 1991   | 18 gennaio 1993   |          | Atli Dam (1932–2005)            | Partito dell'Uguaglianza | 1990           |
| 8   | 18 gennaio 1993   | 15 settembre 1994 |          | Marita Petersen (1940–2001)     | Partito dell'Uguaglianza | 1990           |
| 9   | 15 settembre 1994 | 15 maggio 1998    |          | Edmund Joensen (1944– )         | Partito dell'Unione      | 1994           |
| 10  | 15 maggio 1998    | 3 febbraio 2004   |          | Anfinn Kallsberg (1947-2024)    | Partito Popolare Faroese | 1998 2002      |
| 11  | 3 febbraio 2004   | 26 settembre 2008 |          | Jóannes Eidesgaard (1951– )     | Partito dell'Uguaglianza | 2004           |
| 12  | 26 settembre 2008 | 15 settembre 2015 |          | Kaj Leo Johannesen (1964– )     | Partito dell'Unione      | 2008 2011      |
| 13  | 15 settembre 2015 | 16 settembre 2019 |          | Aksel V. Johannesen (1972– )    | Partito dell'Uguaglianza | 2015           |
| 14  | 16 settembre 2019 | 22 dicembre 2022  |          | Bárður á Steig Nielsen (1972– ) | Partito dell'Unione      | 2019           |
| 15  | 22 dicembre 2022  | In carica         |          | Aksel V. Johannesen (1972– )    | Partito dell'Uguaglianza | 2022           |